# The Great Vacation Vol.1: Super Best of Glay
The Great Vacation Vol.1: Super Best of Glay é uma coletânea da banda de j-pop Glay, lançada em 10 de junho de 2009. A coletânea apareceu 20 vezes no ranking semanal da Oricon, chegando à 2ª posição., e vendeu 194.289 cópias no total. Foi certificado disco de platina pela RIAJ  pela distribuição de mais de 250 mil cópias. Chegou também à 2ª colocação na Billboard Japan Top Albums.

## Tracklist[4]
Disco 1
1. Yuuwaku
2. MERMAID
3. Missing You
4. GLOBAL COMMUNICATION
5. STAY TUNED
6. Hitohira no Jiyuu
7. Way of Difference
8. Mata Koko de Aimashou
9. Aitai Kimochi
10. Itsuka
11. BEAUTIFUL DREAMER
12. STREET LIFE
13. Toki no Shizuku
14. Tenshi no Wakemae
15. Peak Hateshinaku Soul Kagirinaku

Disco 2
1. Blue Jean (Jet the Phantom Mix)
2. White Road
3. SCREAM (GLAY x EXILE)
4. ROCK'N'ROLL SWINDLE
5. LAYLA
6. ANSWER (GLAY feat. KYOSUKE HIMURO)
7. Natsuoto
8. Henna Yume ~THOUSAND DREAMS~
9. 100 Mankai no KISS
10. MIRROR
11. Kodou
12. Bokutachi no Shouhai
13. SORRY LOVE
14. aka to kuro no MATADORA
15. Harumadewa

Disco 3
1. Burning Chrome
2. ASHES-1969-
3. VERB
4. laotour ～Furueru Kobushi ga Tsukamu Mono～
5. THE BIRTHDAY GIRL
6. I LOVE YOU wo sagashiteru
7. Itsuka no Natsu ni Mimi wo Sumaseba
8. NO ESCAPE~
9. Synchronicity
10. I am xxx
11. RUN
12. SAY YOUR DREAM
13. Rhythm